# Haplogonaria idia
Haplogonaria idia är en plattmaskart som först beskrevs av Ernst Marcus 1954.  Haplogonaria idia ingår i släktet Haplogonaria och familjen Haploposthiidae. Inga underarter finns listade i Catalogue of Life.